# Parafia Wniebowzięcia Najświętszej Maryi Panny we Wzdole
Parafia Wniebowzięcia Najświętszej Maryi Panny we Wzdole – parafia rzymskokatolicka, znajdująca się w diecezji kieleckiej, w dekanacie bodzentyńskim.